# Глерау
Глерау (исл. Glerá) — река на севере Исландии. Вытекает из ледников в горах полуострова Трёлласкаги (исл. Tröllaskagi) и течёт на север по долине Глерардалур (исл. Glerárdalur), по пути минуя город Акюрейри, а затем впадая в Эйя-фьорд. В 1920 году у Акюрейри на реке были сооружены дамба и гидроэлектростанция; силовая установка была введена в эксплуатацию в 1922 году, став первой из действующих в северной Исландии. Максимум стока приходится на лето. Название реки буквально переводится как «стеклянная», её аллювиальные отложения содержат обсидиан.